# Tragelaphus
Tragelaphus là một chi động vật có vú trong họ Bovidae, bộ Artiodactyla. Chi này được de Blainville miêu tả năm 1816. Loài điển hình của chi này là Antilope sylvatica Sparrman, 1780 (= Antilope scripta Pallas, 1766).

## Các loài
Chi này gồm các loài:

- Tragelaphus angasii
- Tragelaphus bor
- Tragelaphus buxtoni
- Tragelaphus decula
- Tragelaphus eurycerus
- Tragelaphus fasciatus
- Tragelaphus gratus
- Tragelaphus imberbis
- Tragelaphus larkenii
- Tragelaphus meneliki
- Tragelaphus ornatus
- Tragelaphus phaleratus
- Tragelaphus scriptus
- Tragelaphus selousi
- Tragelaphus spekii
- Tragelaphus strepsiceros
- Tragelaphus sylvaticus
- Tragelaphus sylvestris

## Hình ảnh

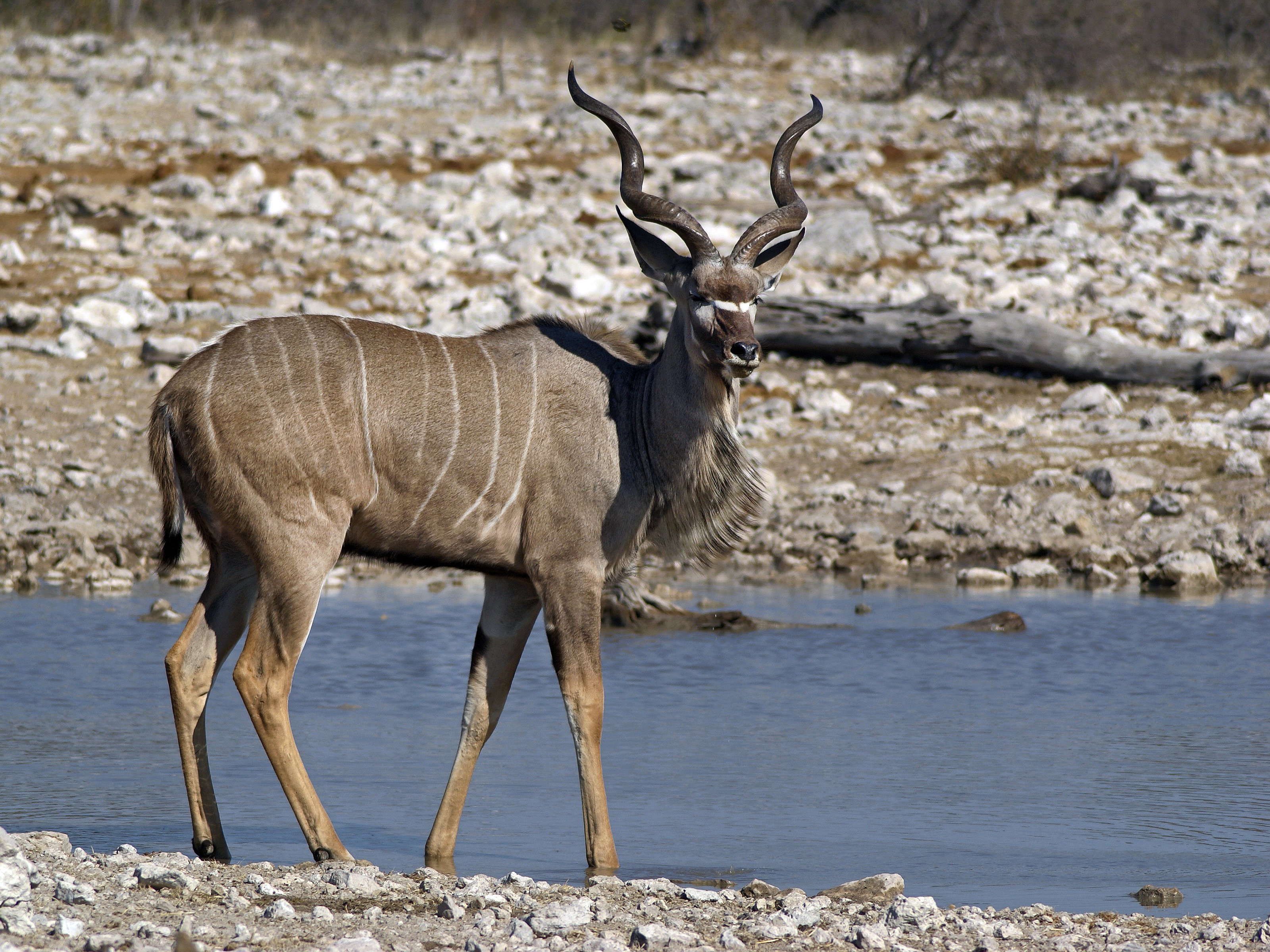
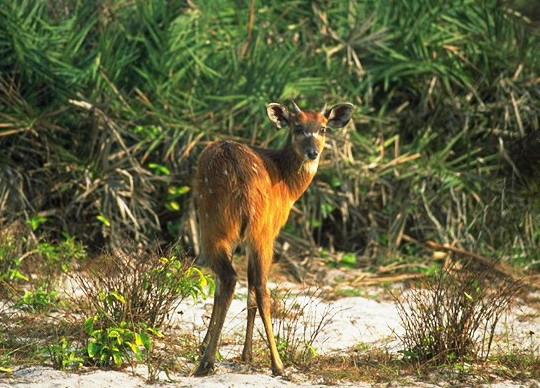
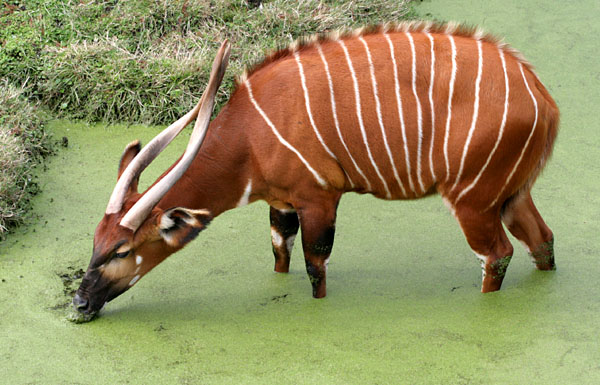

- Tập tin:Tập